# کوره متالورژی

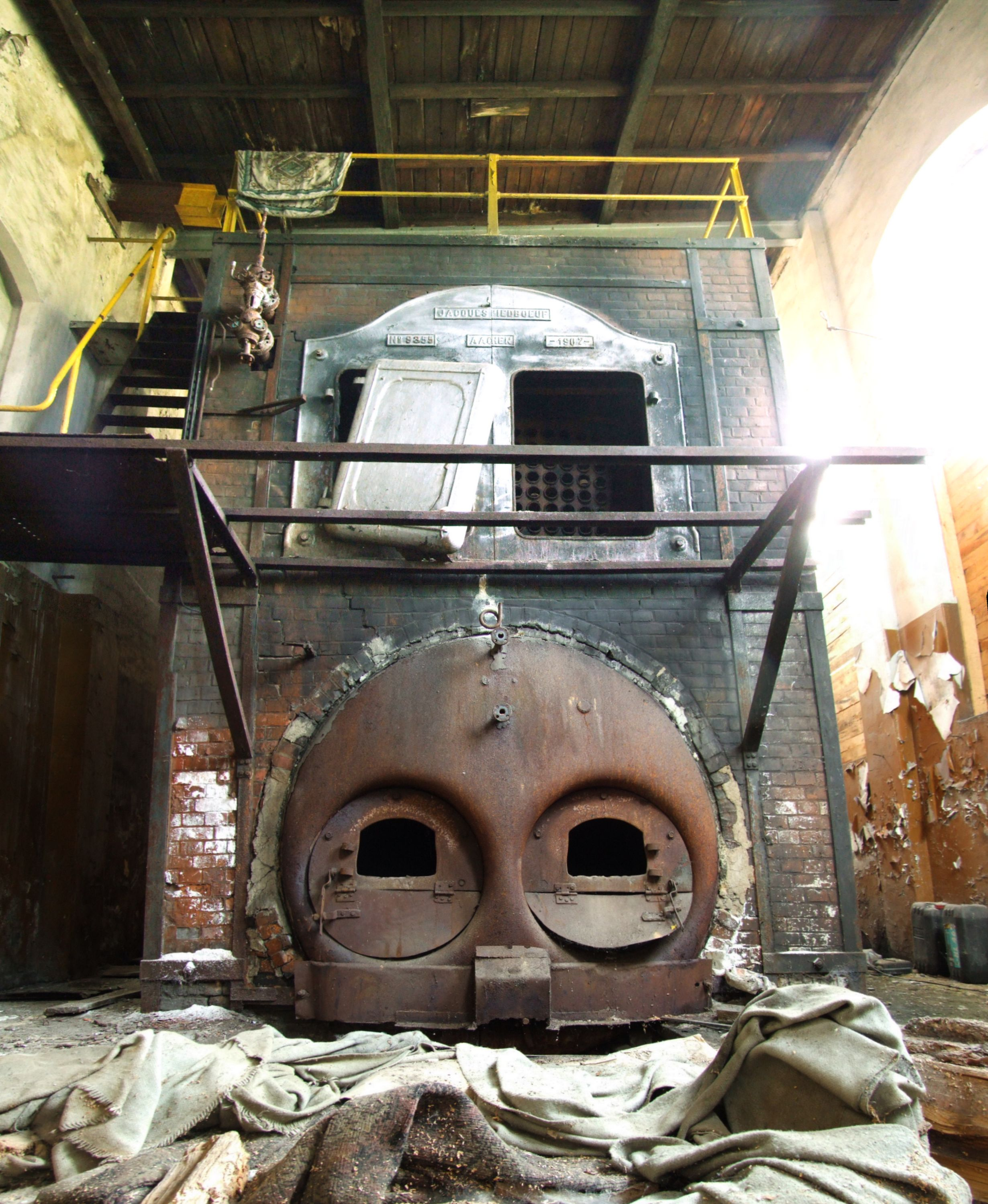
کوره صنعتی از 1907.

کوره متالورژیکی ، که اغلب به سادگی به عنوان کوره شناخته می شود، یک کوره صنعتی است که برای گرم کردن ، ذوب کردن یا پردازش فلزات استفاده می شود. کوره ها در طول تاریخ متالورژی یک قطعه اصلی از تجهیزات بوده اند. پردازش فلزات با گرما حتی تخصص مهندسی خود است که به عنوان پیرومتالورژی شناخته می‌شود.
یکی از کاربردهای مهم کوره ها، به ویژه در تولید آهن و فولاد ، ذوب است که در آن کانی‌های فلزی تحت حرارت زیاد کاهش می‌یابند تا محتوای فلز را از گنگ معدنی جدا کنند. انرژی گرمایی برای سوخت یک کوره ممکن است مستقیماً از طریق احتراق سوخت یا با برق تامین شود. فرآیندهای مختلف و ویژگی‌های منحصر به فرد فلزات و سنگ‌های معدنی خاص منجر به ایجاد انواع مختلف کوره شده است.

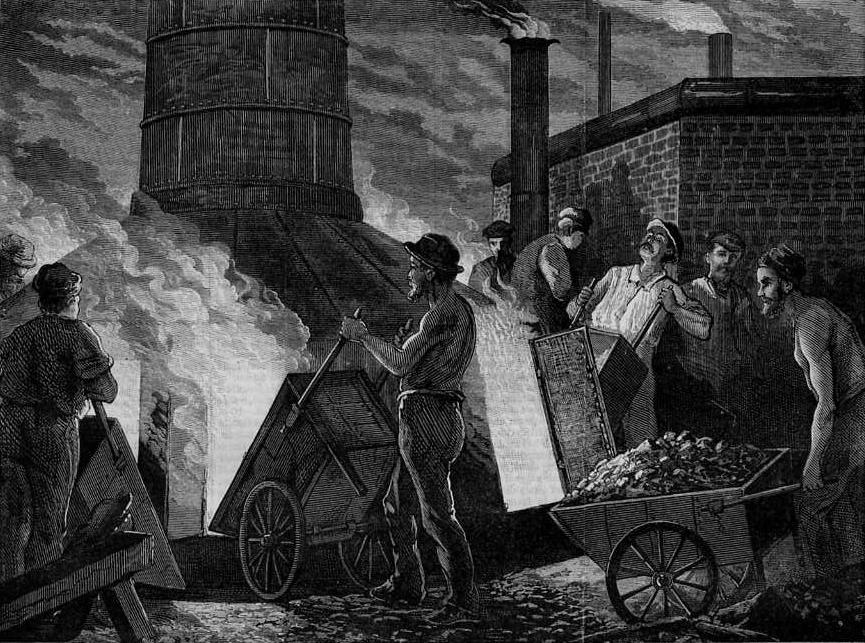
ساخت آهن -- پر کردن کوره, حکاکی روی چوب

## کوره های بلند هوایی
بسیاری از طرح های کوره برای ذوب سنگ معدن، سوخت و دیگر معرف ها مانند شار را در یک محفظه واحد ترکیب می کنند. مکانیسم‌هایی مانند بادکن یا فن‌های موتوری، سپس انفجارهای هوای تحت فشار را به داخل محفظه هدایت می‌کنند. این انفجارها سوخت را داغتر می‌کند و باعث واکنش های شیمیایی می‌شود.
کوره‌های این نوع عبارتند از:
- کوره بلند که برای تولید آهن خام از سنگ آهن استفاده می‌شود. اینها را می توان به زیر تقسیم کرد:
  - کوره بلند سرد
  - کوره بلند داغ
- بلومری ، پیش ساز کوره بلند که آهن اسفنجی را از سنگ معدن تولید می‌کند.
- خانه دمیدن ، کوره ای سنتی برای ذوب قلع
- کارخانه ذوب ، یک کوره سنتی برای ذوب سرب

### در حال دمیدن
حتی بلومرهای کوچکتر قبل از صنعتی شدن دارای جرم حرارتی قابل توجهی هستند. بالا بردن کوره سرد تا دمای لازم برای ذوب آهن صرف نظر از تکنولوژی مدرن نیاز به انرژی قابل توجهی دارد. به همین دلیل متالوژیست‌ها تمام تلاش خود را می کنند تا کوره بلندها به طور مداوم کار کنند و خاموش کردن کوره به عنوان یک اتفاق ناگوار تلقی می‌شود.
برعکس، راه اندازی یک کوره جدید، یا کوره ای که به طور موقت خاموش شدهبود، اغلب یک موقعیت خاص است. در بلومرهای سنتی، قبل از اینکه کوره برای پذیرش بار سنگ معدن آماده شود، باید چندین دور سوخت سوزانده شود. در زبان انگلیسی، این فرآیند به عنوان "blowing in" در کوره شناخته شد، در حالی که کوره ای که باید خاموش میشد و سرد می شد، "blown out" بود، اصطلاحاتی که هنوز در کوره‌های بلند معاصر به کار می‌رود.

## کوره‌های بازتابشی
یک کوره بازتابشی همچنان محفظه واکنش را که در آن فلز یا سنگ معدن با معرف ها ترکیب می‌شود، در معرض جریانی از گازهای خروجی قرار می‌دهد. با این حال، هیچ سوختی به طور مستقیم به محفظه اضافه نمی‌شود و احتراق در یک محفظه جداگانه رخ می‌دهد. کوره‌های این نوع عبارتند از:
- کوره اجاق باز ، یک روش فولادسازی قرن 19-20 برای تصفیه آهن خام به فولاد
- کوره پادلینگ ، یک روش قرن 18-19 برای تصفیه آهن خام به آهن فرفورژه

## مبدل های پالایشی
در متالورژی، کوره هایی که برای پالایش بیشتر فلزات، به ویژه آهن به فولاد استفاده می‌شوند، اغلب مبدل نامیده می‌شوند:
- مبدل‌های فولادسازی
  - کوره اصلی اکسیژن
  - مبدل Bessemer
- مبدل Manhès-David برای تصفیه مس مات به مس خالص "تاول"

## کوره‌های برقی

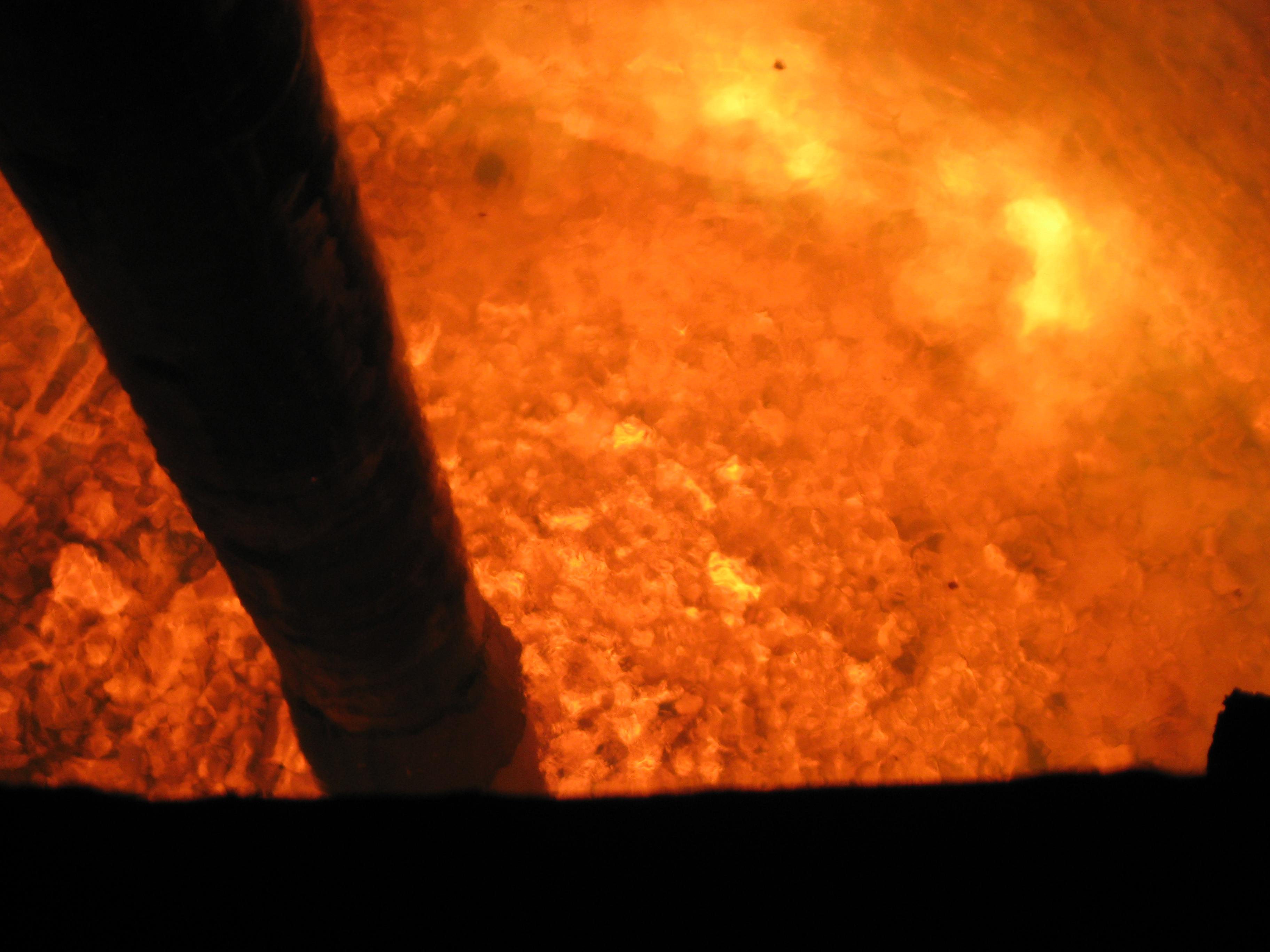
کوره مدرن TLS که در ذوب مس در هنگام گرم شدن استفاده می‌شود.

همانطور که سایر صنایع به سمت الکتریکی شدن گرایش پیدا کرده‌اند، کوره‌های الکتریکی نیز در متالورژی رایج شده‌اند. با این حال، در حالی که هر کوره از نظر تئوری می‌تواند از یک عنصر گرمایش الکتریکی استفاده کند، ویژگی های فرآیند عمدتاً این رویکرد را به کوره هایی با تقاضای توان کمتر محدود‌ می‌کند.
در عوض، کوره های متالورژی الکتریکی اغلب جریان الکتریکی را مستقیماً به دسته های فلزی اعمال می کنند. این به ویژه برای بازیافت ضایعات فلزی (هنوز نسبتاً خالص) یا ذوب مجدد شمش برای ریخته‌گری در ریخته‌گری مفید است. عدم وجود هرگونه سوخت یا گازهای خروجی نیز باعث می‌شود این طرح ها برای گرم کردن انواع فلزات همه کاره باشند. چنین طرح هایی عبارتند از:
- کوره های قوس الکتریکی (EAFs)، که جریان را از طریق الکترودها روی قوس الکتریکی به فلز اعمال می‌کنند.[۴]
  - کوره فلودین یک EAF اولیه است که به ویژه برای ذوب آهن از سنگ معدن از طریق افزودن مستقیم کربن طراحی شده است.
- کوره‌های القایی الکتریکی که فلز را از طریق جریان‌های گردابی گرم می‌کنند و به فلز عمدتاً عاری از گند و خوردگی نیاز دارند.

## کوره های دیگر
سایر کوره های متالورژی دارای ویژگی ها یا کاربردهای طراحی خاصی هستند. یکی از عملکردها، گرم کردن مواد کوتاه مدت از ذوب، به منظور انجام عملیات حرارتی یا کار گرم است. کوره های اصلی مورد استفاده در این روش عبارتند از:
- فورج اجاق فلزکاری سنتی برای گرم کردن فلز در حین آهنگری است.
- گودال‌های خیساندن محفظه‌های بزرگی هستند که معمولاً در زمین گرم می‌شوند، جایی که صفحات فولادی قبل از نورد دوباره گرم می‌شوند.

- کوره های صدا خفه کن مواد را محصور می کنند تا آلاینده ها را دور نگه دارند و خروجی اگزوز را از منطقه دور کنند.
- اتوکلاوها تقویت می‌شوند، درزگیر هستند و می‌توانند مواد را در معرض گرما و فشار بالا قرار دهند.
- کوره های خلاء مشابه اتوکلاوها هستند، اما در عوض مواد را در معرض خلاء قرار می‌دهند.[۵]

دسته دیگری از کوره ها مواد را از اتمسفر و آلاینده های اطراف جدا می‌کنند و عملیات حرارتی پیشرفته و تکنیک‌های دیگر را امکان پذیر می‌کنند: